# Zvezditsa (Targovisjte)
Zvezditsa (Bulgaars: Звездица) is een dorp in de Bulgaarse gemeente Omoertag, oblast Targovisjte. Op 31 december 2019 telde het dorp 710 inwoners. Het dorp ligt hemelsbreed 26 km ten zuiden van de regionale hoofdplaats Targovisjte en 267 km ten oosten van Sofia.

## Geschiedenis
In 1981 werden de wijken Salioglu, Gyulumakhla en Tabaklari afgescheiden van het dorp Vrani Kon (Врани кон) om te fuseren tot een onafhankelijk dorp genaamd Zvezditsa.

## Bevolking
Volgens het Nationaal Statistisch Instituut van Bulgarije telde het dorp 700 inwoners op 31 december 2020, een daling ten opzichte van de voorafgaande tellingen. Zo woonden er in 1985 bijvoorbeeld nog 922 personen in het dorp en in 2000 ongeveer 800 personen. Het aantal inwoners tussen 1934 en 1975 is niet bekend, omdat het dorp destijds onderdeel van het dorp Vrani Kon was.
De bevolking bestaat grotendeels uit etnische Turken en voor het overige deel uit etnische Roma.
| Etnische samenstelling van de respondenten (2011) | Etnische samenstelling van de respondenten (2011) | Etnische samenstelling van de respondenten (2011) | Etnische samenstelling van de respondenten (2011) | Etnische samenstelling van de respondenten (2011) |
| ------------------------------------------------- | ------------------------------------------------- | ------------------------------------------------- | ------------------------------------------------- | ------------------------------------------------- |
|                                                   |                                                   |                                                   |                                                   |                                                   |
| Bulgaren                                          | Bulgaren                                          |                                                   | 0,9%                                              | 0,9%                                              |
| Turken                                            | Turken                                            |                                                   | 85,8%                                             | 85,8%                                             |
| Roma                                              | Roma                                              |                                                   | 13,0%                                             | 13,0%                                             |
| Anders/Onbekend                                   | Anders/Onbekend                                   |                                                   | 0,2%                                              | 0,2%                                              |

Belomortsi · Balgaranovo · Dolna Choebavka · Dolno Kozarevo · Dolno Novkovo · Goljamo Tsarkvisjte · Gorna Choebavka · Gorno Kozarevo · Gorno Novkovo · Gorsko Selo · Ilijno · Kamboerovo · Kestenovo · Kozma Prezviter · Krasnoseltsi · Mogilets · Obitel · Oegledno · Omoertag · Panajot Chitovo · Panitsjino · Petrino · Plastina · Ptitsjevo · Padarino · Parvan · Rositsa · Ratlina · Stanets · Taptsjilesjtovo · Tsarevtsi · Tserovisjte · Tsjernokaptsi · Velitsjka · Velikdentsje · Verentsi · Veselets · Visok · Vrani Kon · Zelena Morava · Zmejno · Zvezditsa